# Історичний центр Кордови
Історичний центр Кордови — один з найбільших у  Європі та включає багато монументів, які свідчать про давньоримські, арабські та християнські часи міста. 1984 року до Світової спадщини ЮНЕСКО була включена Велика мечеть Кордови, а через декаду до неї було приєднано майже все старе місто.

## Історія
Започаткована як колонія Карфагену, Кордова була захоплена римлянами 206 р. до н. е. та невдовзі стала столицею провінції Ближня Іспанія з вишуканими будівлями та потужними укріпленнями. Після падіння Римської імперії, у VI столітті місто потрапило під владу вестготів, а на початку VIII сторіччя було завойоване маврами. 716 року Кордова стала столицею провінції, а 766 року — столицею мусульманського емірату в Аль-Андалусі. На початку X сторіччя стало одним з найрозвиненіших у світі, відомим своєю культурою, освітою та релігійною толерантністю. За мурами міста ховались величезна бібліотека, понад 300 мечетей та численні палаци та адміністративні будівлі.
Король Фернандо III завоював місто 1236 року, збудував нові захисні споруди та перетворив Велику мечеть на кафедральний собор. Християнське місто зростало довкола собору палацами, церквами та замком. Хоча місто втратило свою політичну вагу, воно й далі залишалося важливим торговим центром, завдяки розташованим неподалік мідним копальням Сьєрра-Морена.

## Географічні кордони

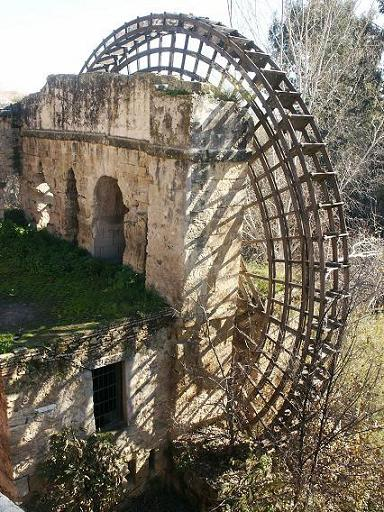
Один з млинів на річці Гвадалківір.

Включений до Світової спадщини ЮНЕСКО історичний центр — це переважно будинки та вузькі вулички довкола кафедрального собору. З півдня він обмежений рікою Гвадалківір, включно з Римським мостом та вежею Калаорра, на сході — Калле Сан Фернандо, на півночі — комерційним центром, а з заходу включає Алькасар та район Сан Басіліо.

## Пам'ятки
Римське минуле міста представлено Римським мостом з 16 прольотів через річку Гвадалківір, мозаїкою в Алькасарі, колонами римського храму та залишками римських мурів. Маврський вплив найбільш помітний у Каліфському хамамі та у садах Алькасара, які межують з колишньою Великою мечеттю (Мескітою). Мінарети того періоду збереглися у складі церков св. Сантьяго, святого Лоренцо, Сан Хуан та монастиря Святої Клари. Єврейський вплив за часів панування маврів можна побачили у районі «La Judería», синагога якого використовувалась до 1492 року (вигнання євреїв з Іспанії).
Алькасар, який спочатку був фортецею маврів, був перетворений у резиденцію християнських королів у XIV сторіччі, а вежа Калаорра, збудована Альмохадами, була суттєво перебудована королем Кастилії Енріке ІІ 1369 року. Невелика поховальна каплиця Святого Варфоломія була побудована 1410 року у поєднанні стилів готики та мудехар та є одним з найкращих прикладів останнього. Початково церква, колишній госпіталь Сан-Себастьян (нині — Конгрес-центр) був завершений 1516 року та демонструє поєднання стилів готики, мудехар та Відродження. Серед інших церков того періоду — церкви Святого Миколая та Святого Франциска.
До важливих будівель XVI сторіччя також входять семінарія Сан Пеладжіо, Пуерта дель Пуенте («Мостові ворота») та палац маркіза де ла Фенсанта дель Валле за проектом Ернана Руїса молодшого; з будівель 18-го ст. цікавий госпіталь кардинала Салазара з його барочним фасадом.
Іншими важливими пам'ятками старого міста є Єпископський палац, збудований на залишках палацу вестготів, (тепер Єпархіальний музей образотворчих мистецтв), та Королівські стайні, збудовані королем  Філіпом II 1570 року як частина Алькасара.

## Галерея

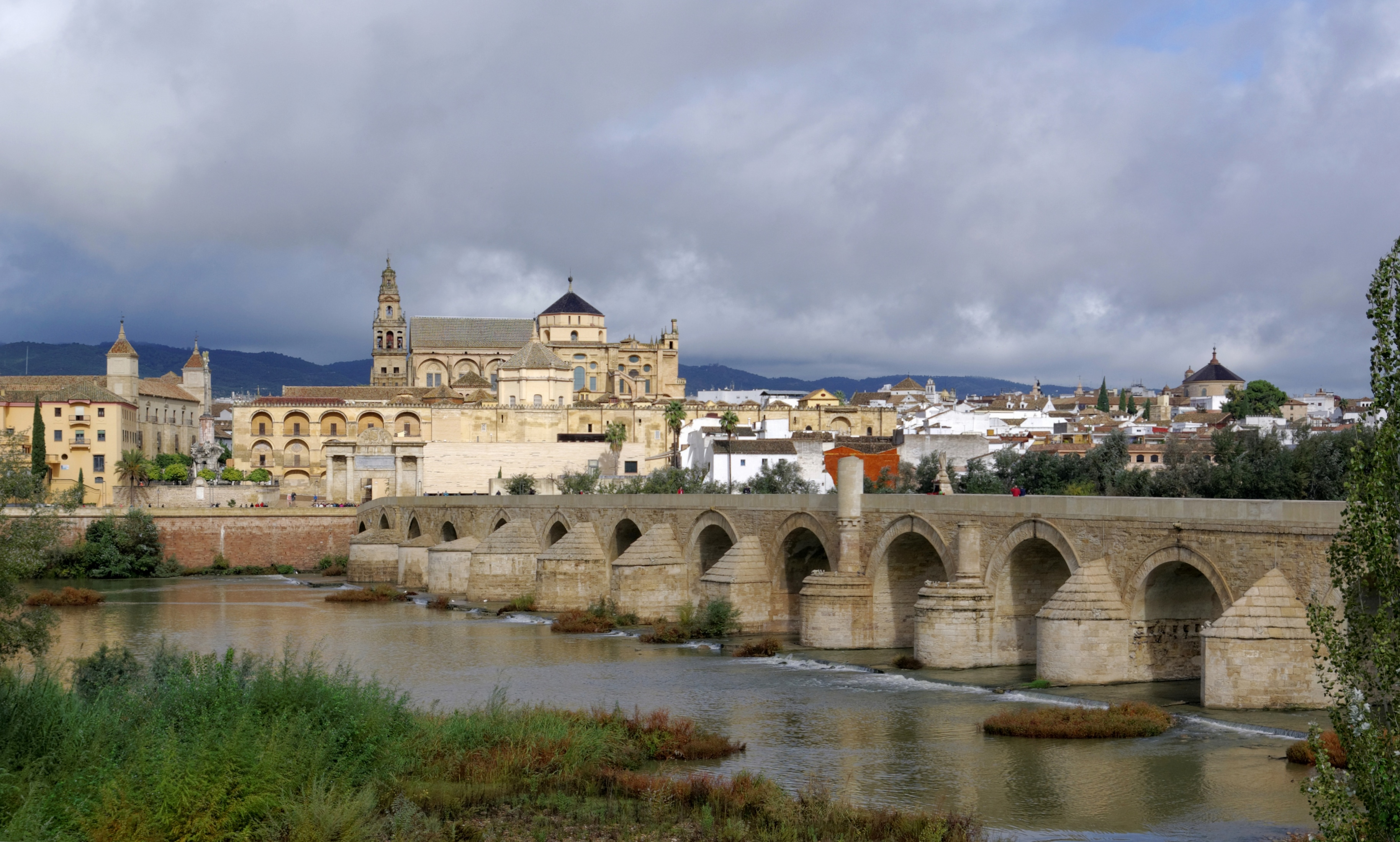
Римський міст
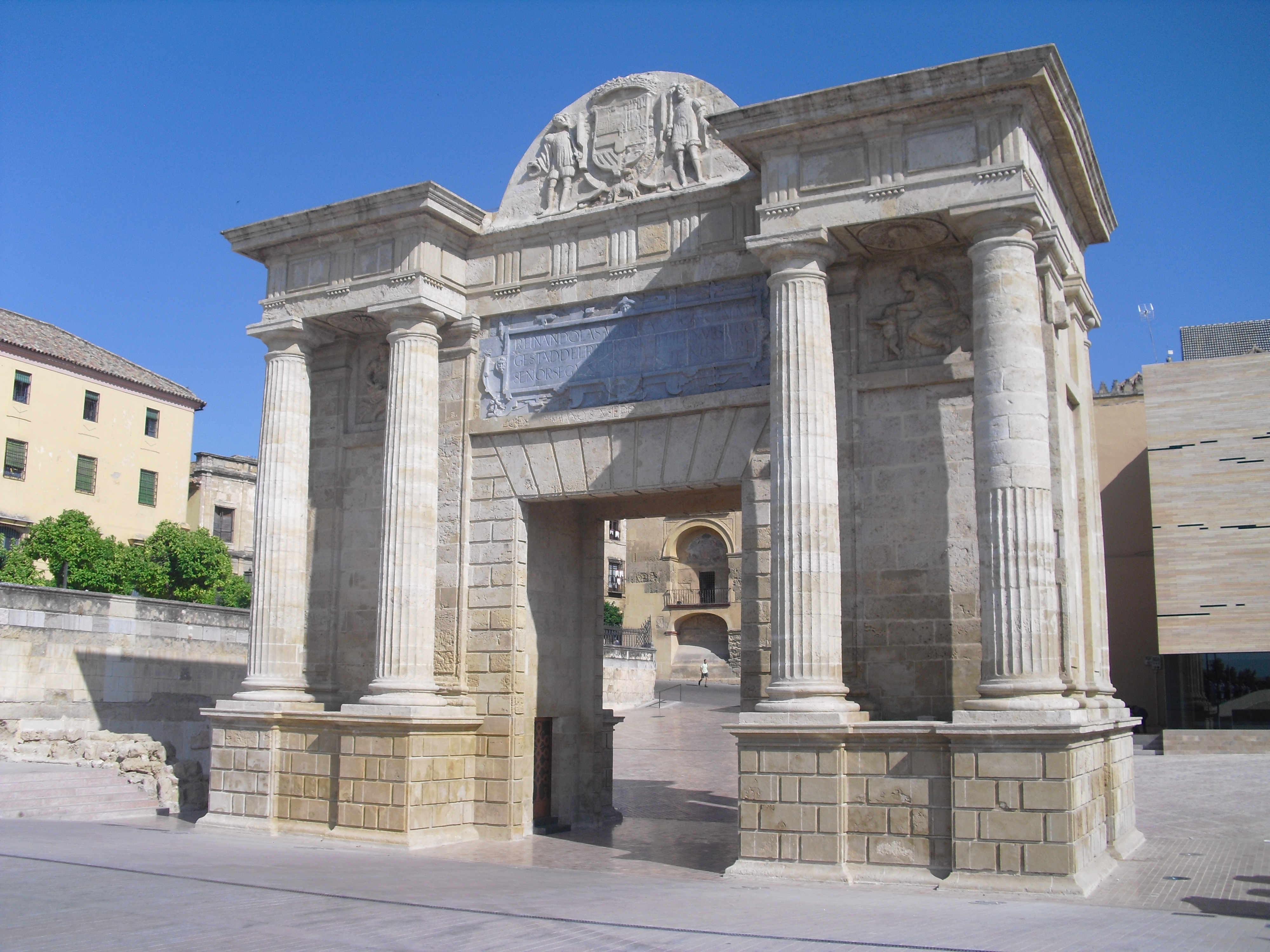
Пуерта дель Пуенте
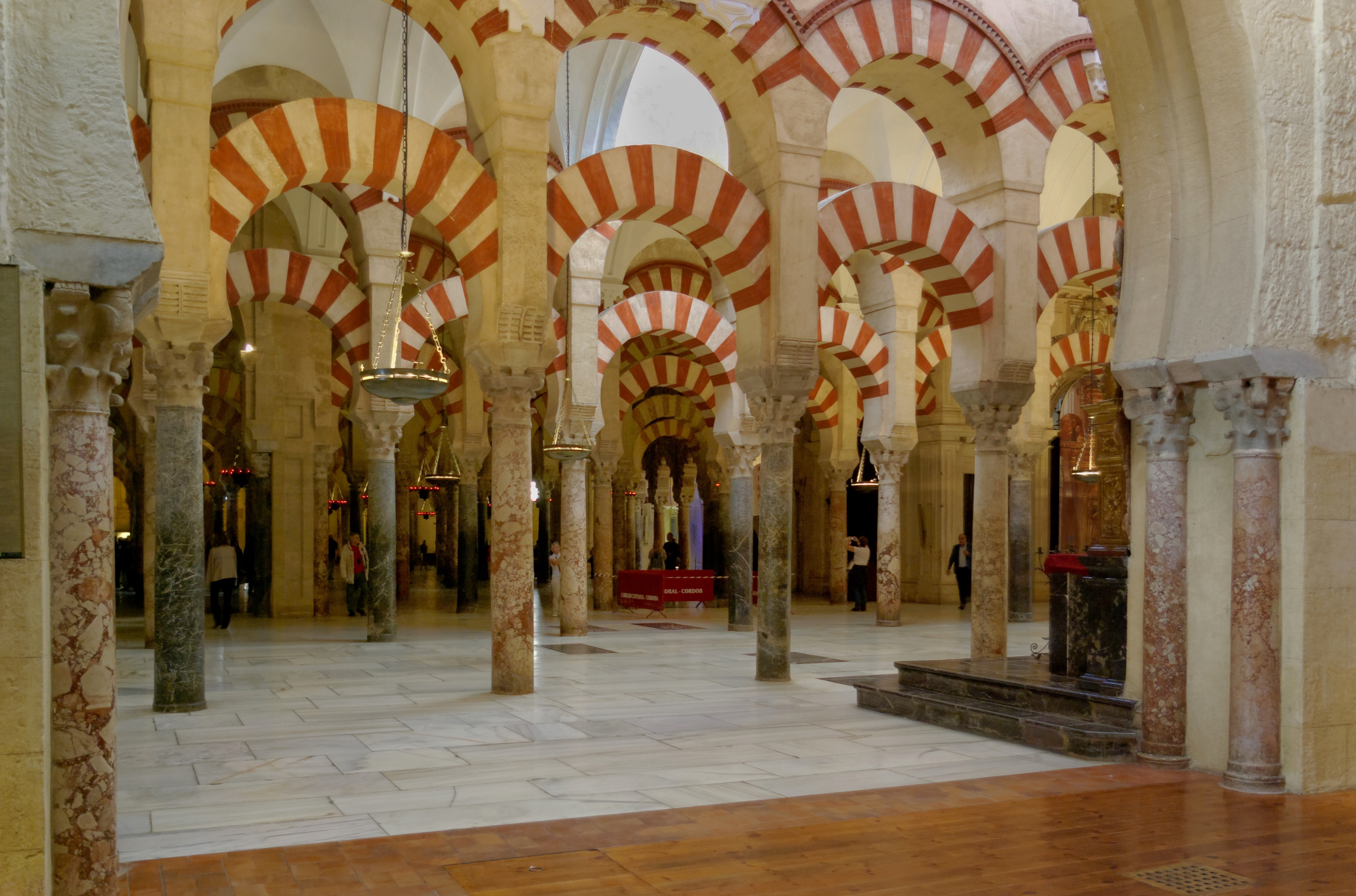
Мескіта - мечеть-собор Кордови
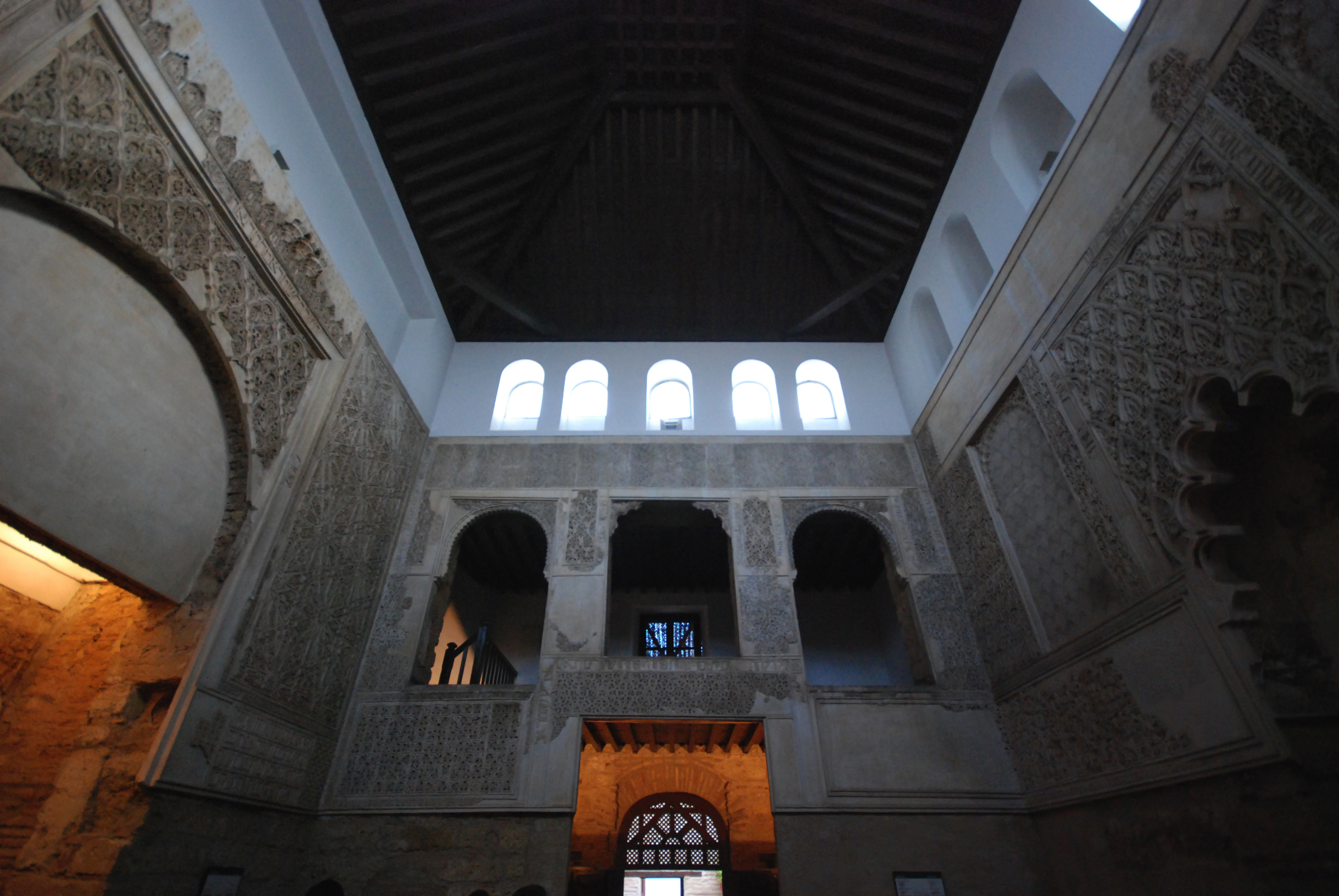
Кордовська синагога
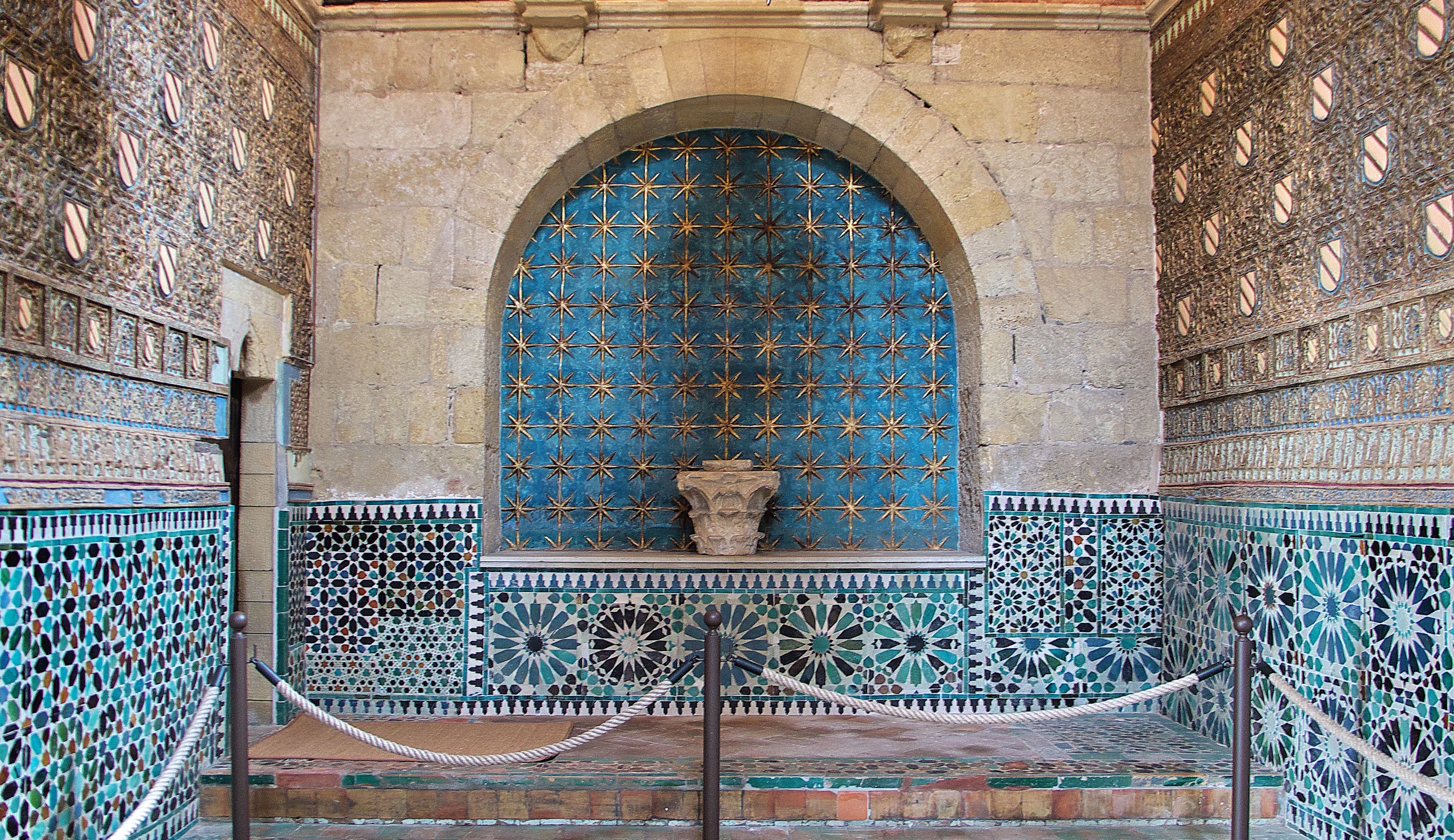
Каплиця Святого Варфоломея
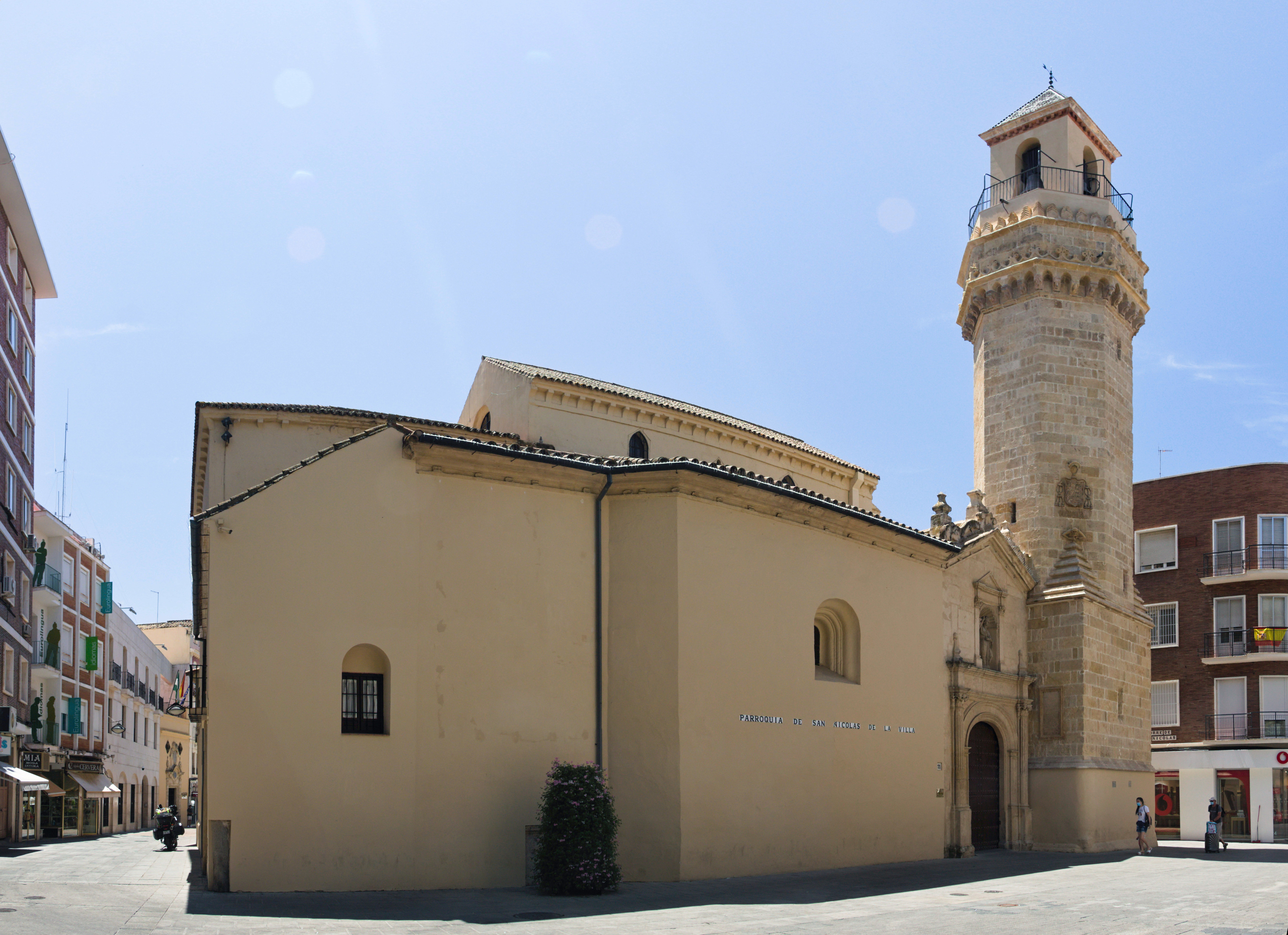
Церква Св. Миколая
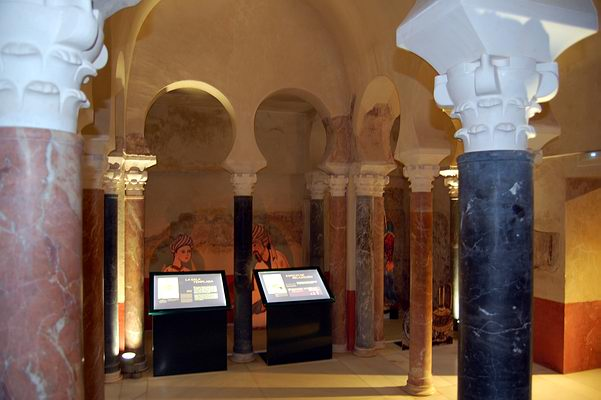
Каліфський хамам
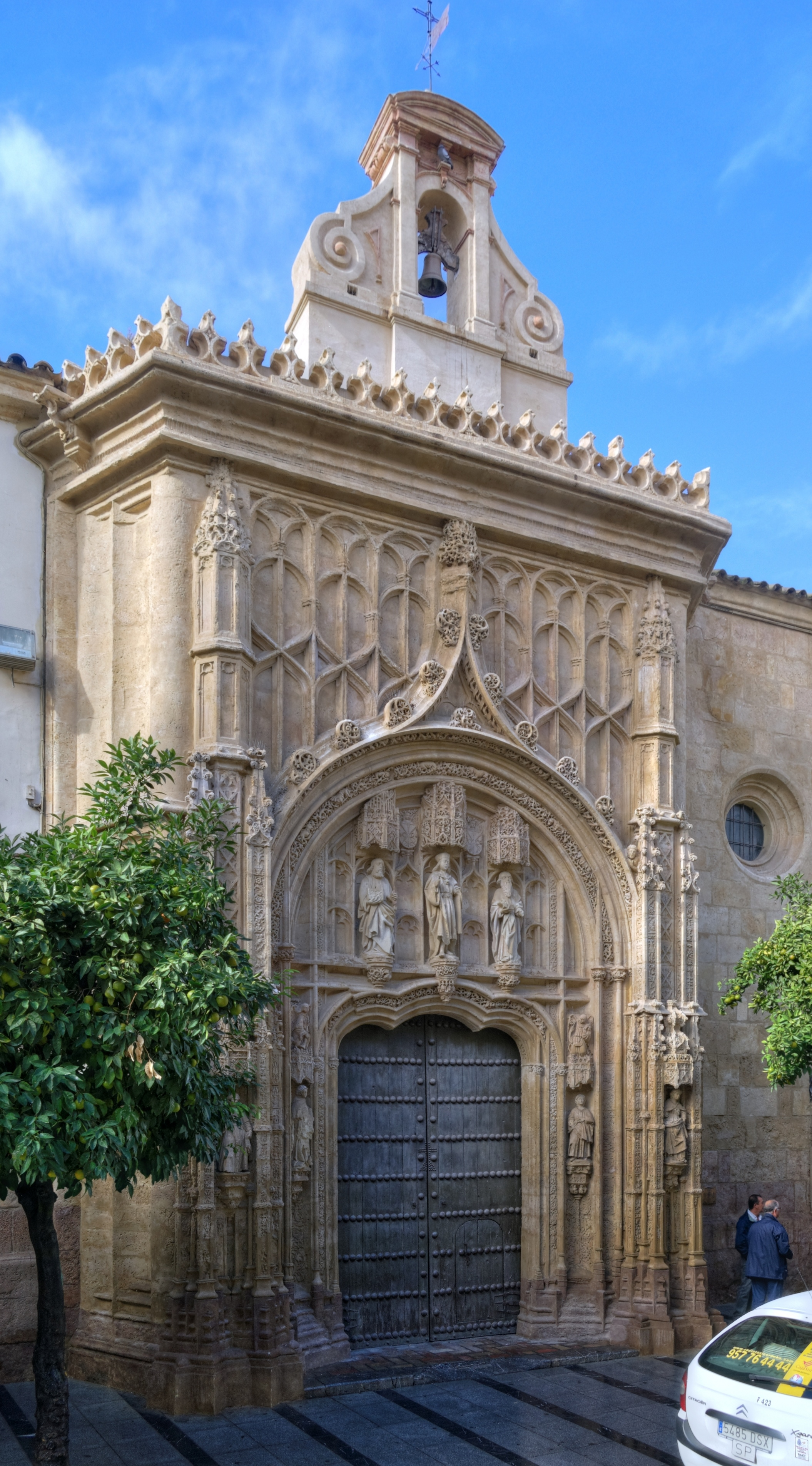
Колишній госпіталь Св.Себастьяна
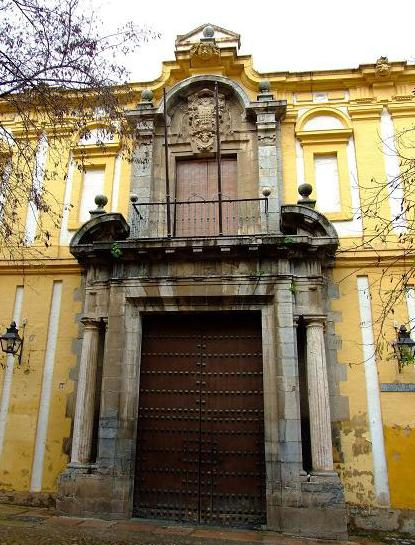
Колишній госпіталь кардинала Салазара
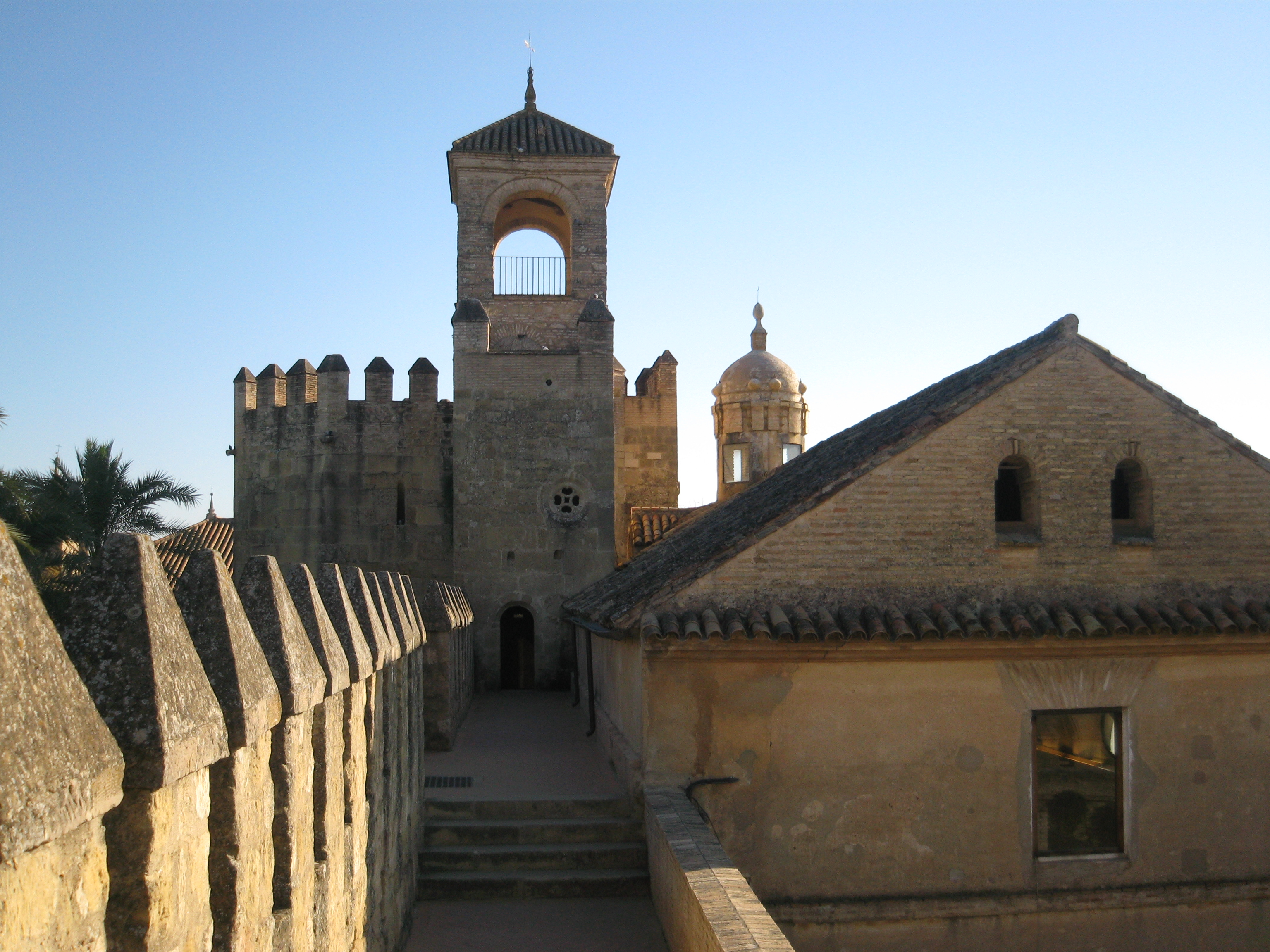
Алькасар Християнських монархів
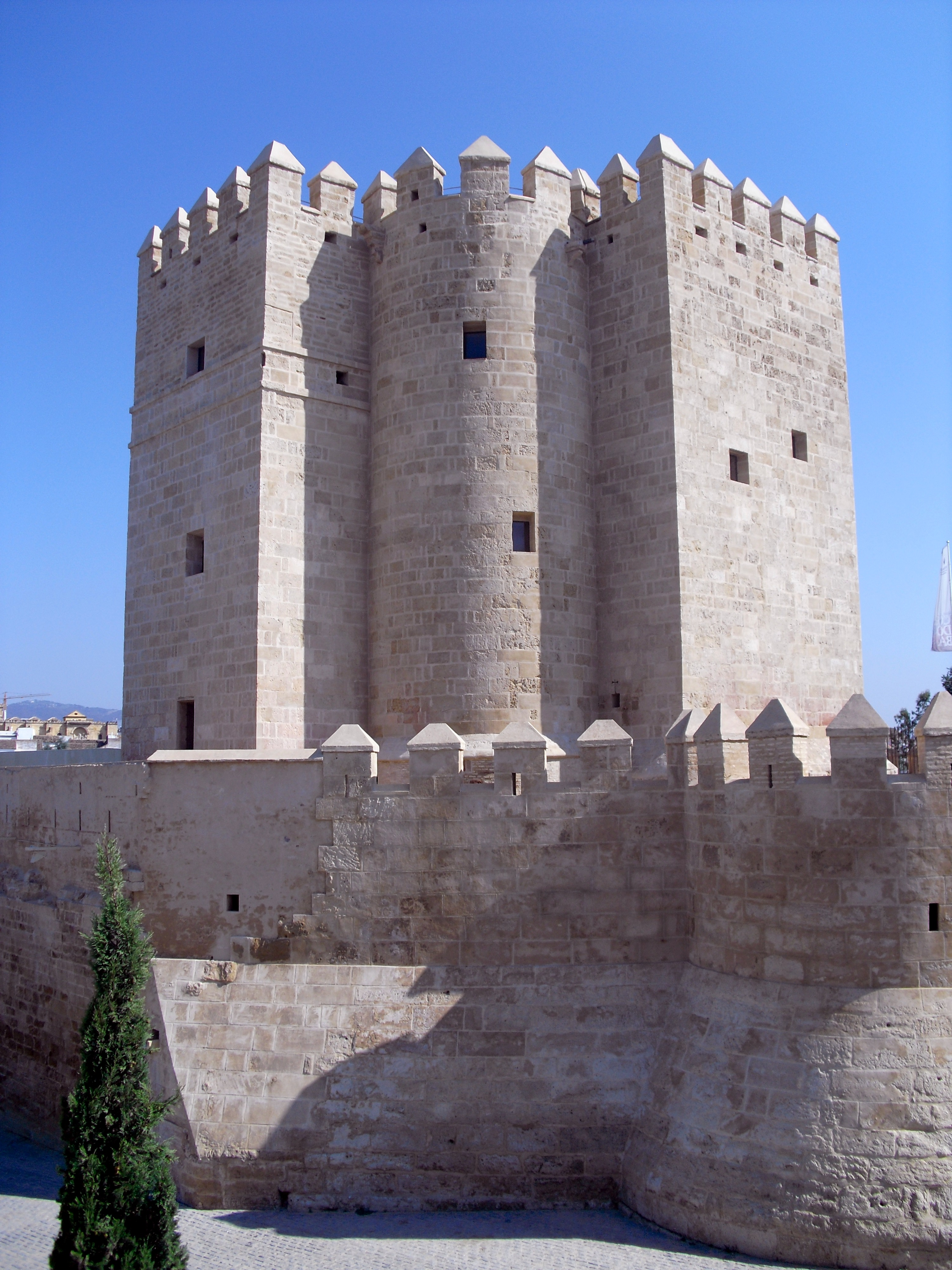
Вежа Калаорра
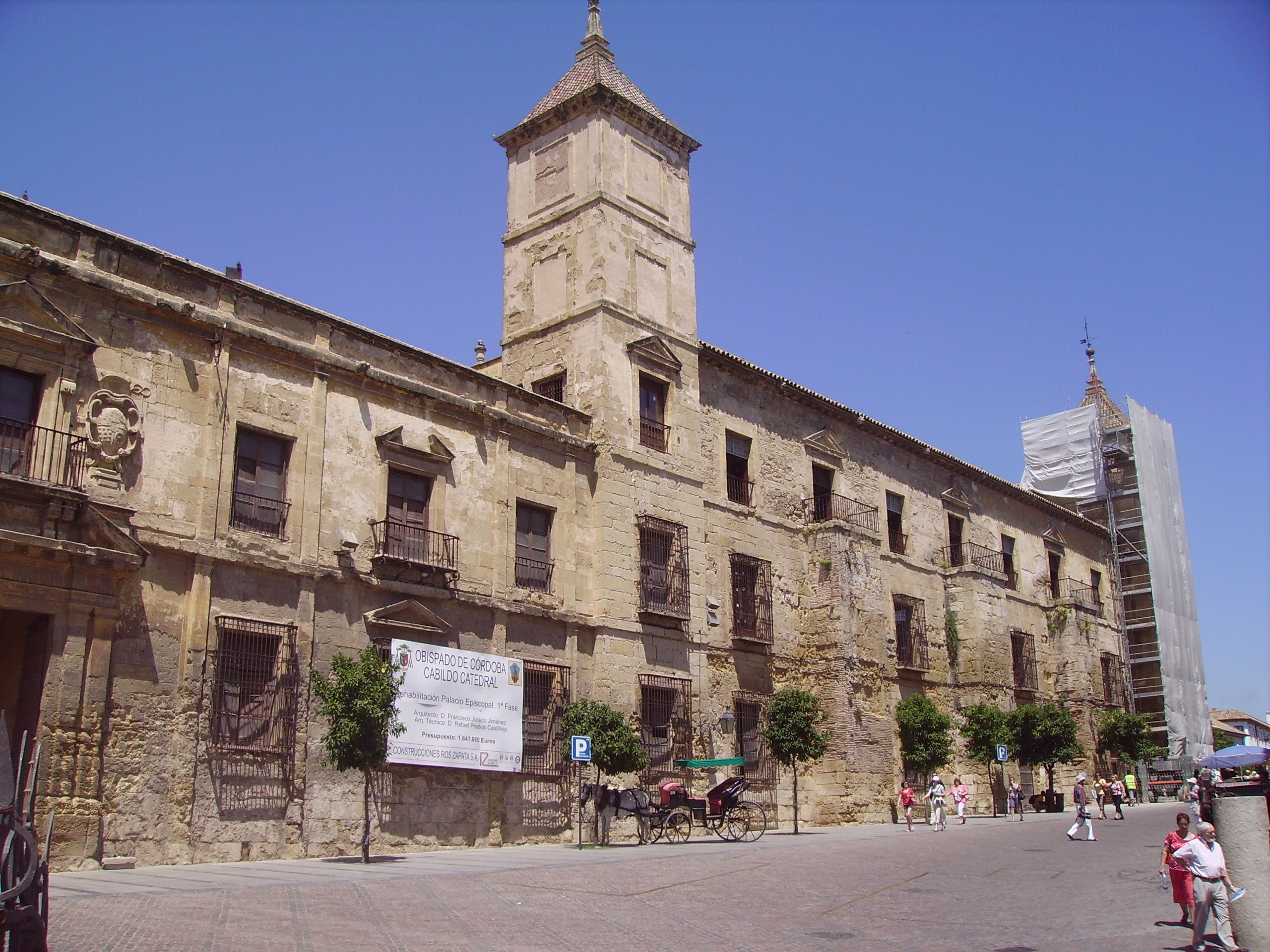
Єпископський палац
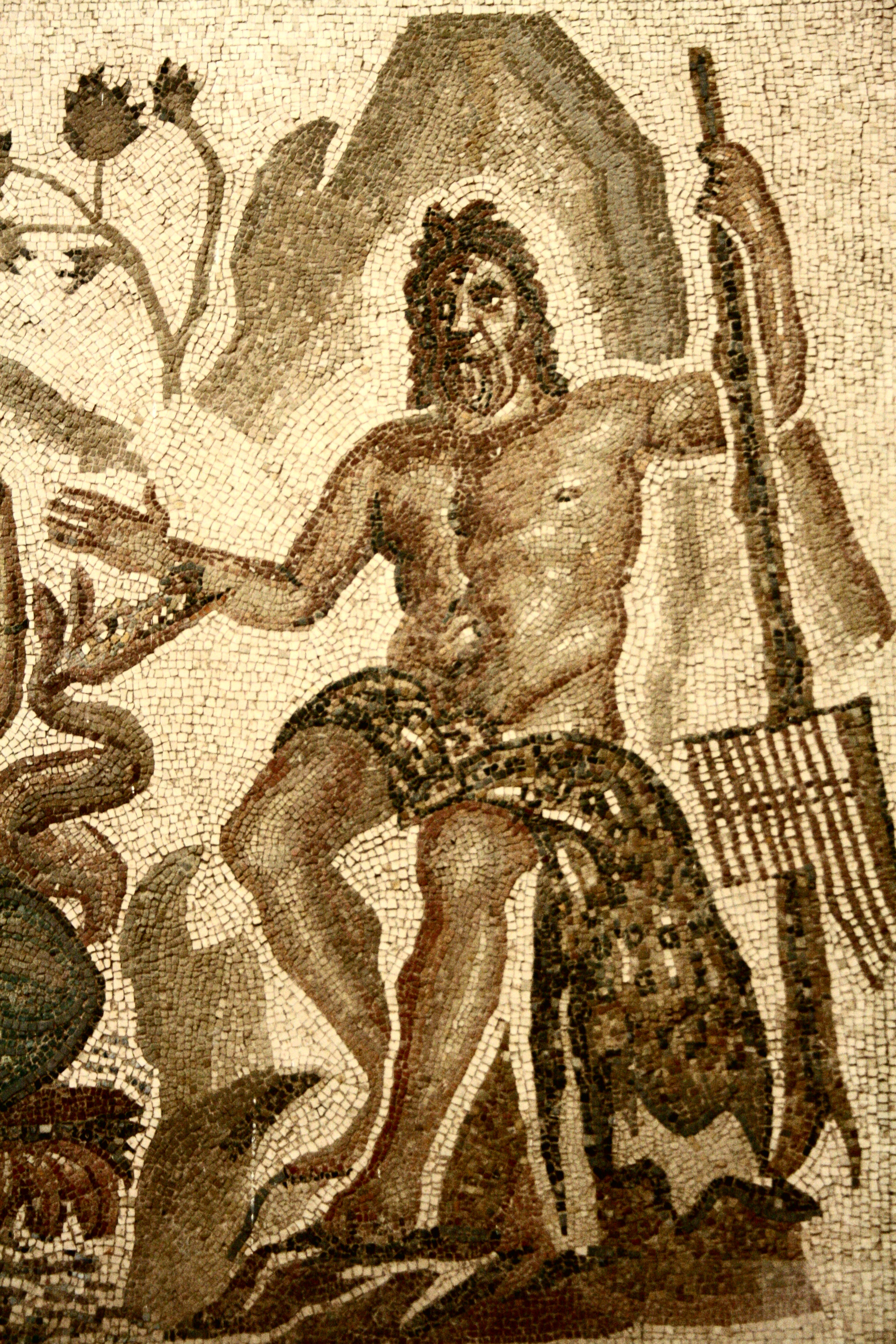
Римська мозаїка в Алькасарі
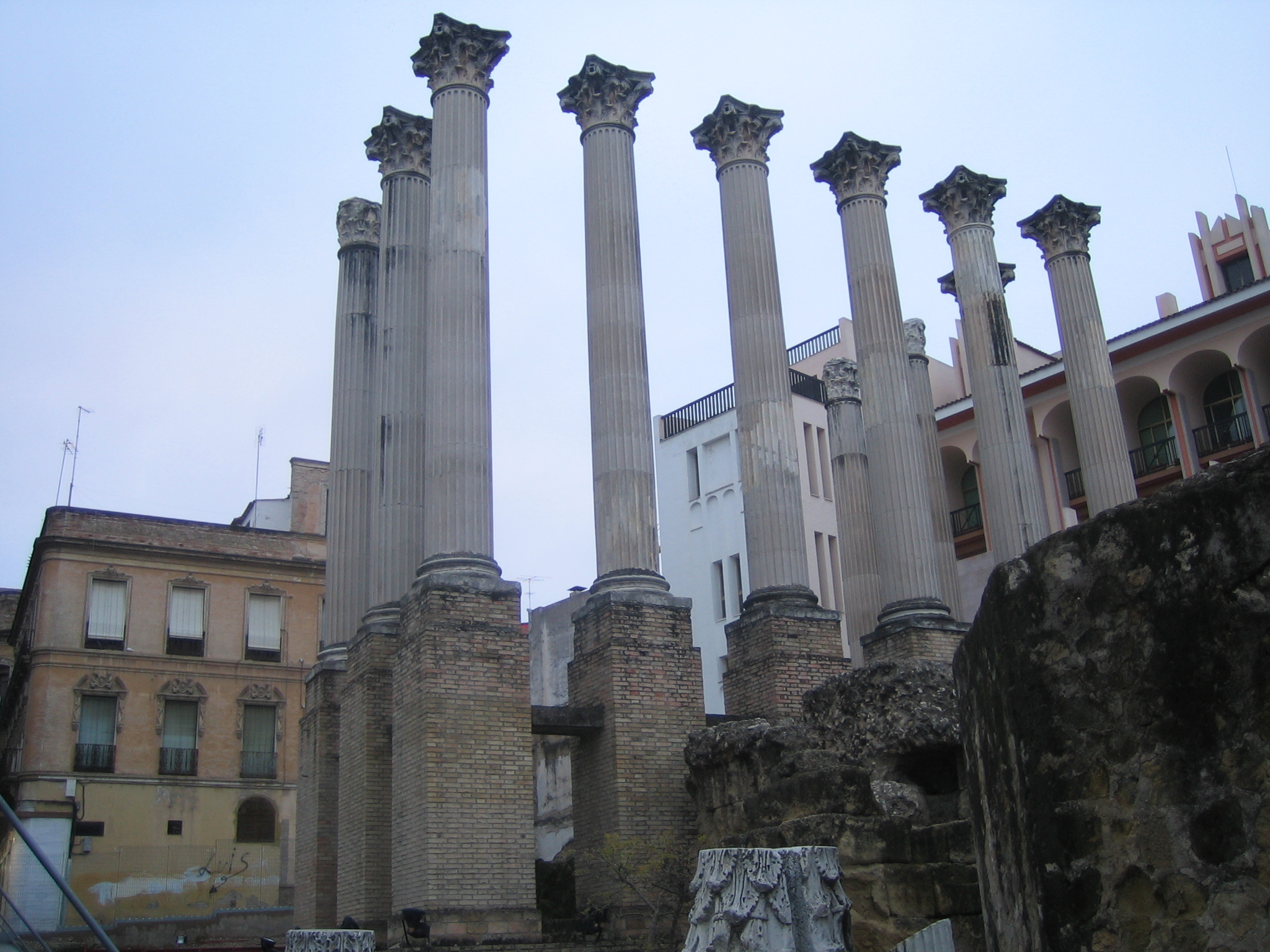
Римські колони